# 诺门
诺门（德语、法语：Nommern）是卢森堡中部的一个市镇和小镇，属于梅尔施县。 